# Distretto di Dong (Daejeon)
Dong (Hangŭl: 동구; Hanja: 東區) è un distretto di Daejeon. Ha una superficie di 136,78 km² e una popolazione di 233.985 abitanti al 2006.